# Hôtel de Beaubrun
El hôtel de Beaubrun o  es una mansión privada ubicada en 19 rue Michel-le-Comte en el III Distrito de París construido a finales de la década de 1760, catalogado como Monumento Histórico en 1961.

## Historia
Está ubicado en el sitio de una casa adquirida en 1611 por Jean VIII de Longueil, maestro de cuentas y que habría pertenecido a los pintores Henri de Beaubrun y Charles Beaubrun, retratistas de la Corte. Fue construido a fines de la década de 1760 para Marguerite Lenoir y su hermano Samuel Lenoir de Mézières, pagador de rentas vitalicias, por el arquitecto Dorbu y el contratista Claude-Martin Goupy.
Fue utilizado desde 1853 hasta 1885 por Charles-Guillaume Diehl para una fábrica de ebanistería.
Fue restaurado en 2014 para convertirlo en la sede de la empresa Emerige.

## Descripción
El edificio principal entre el patio y el jardín de piedra tallada está flanqueado por dos pabellones, cada uno servido por un porche. Un pequeño jardín trasero está separado del jardín de Ana Frank por un alto muro. El portal de la calle rectangular con tabiques tiene una puerta de arco.

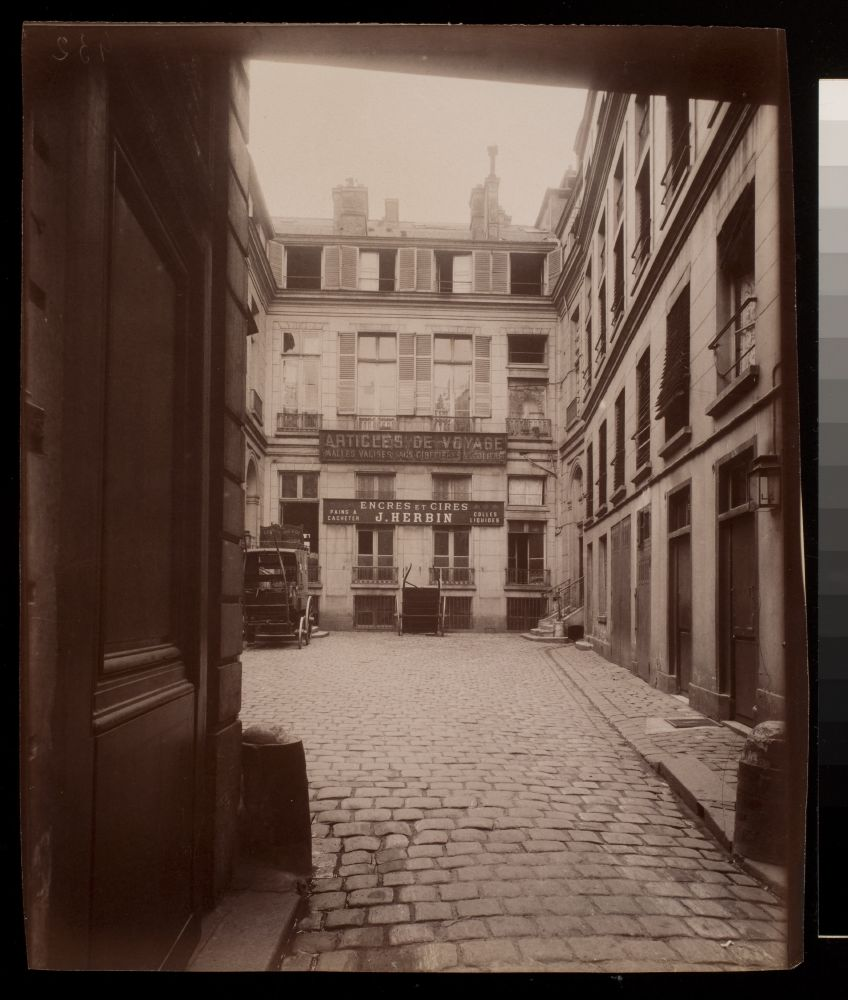
Hotel Beaubrun en 1908.
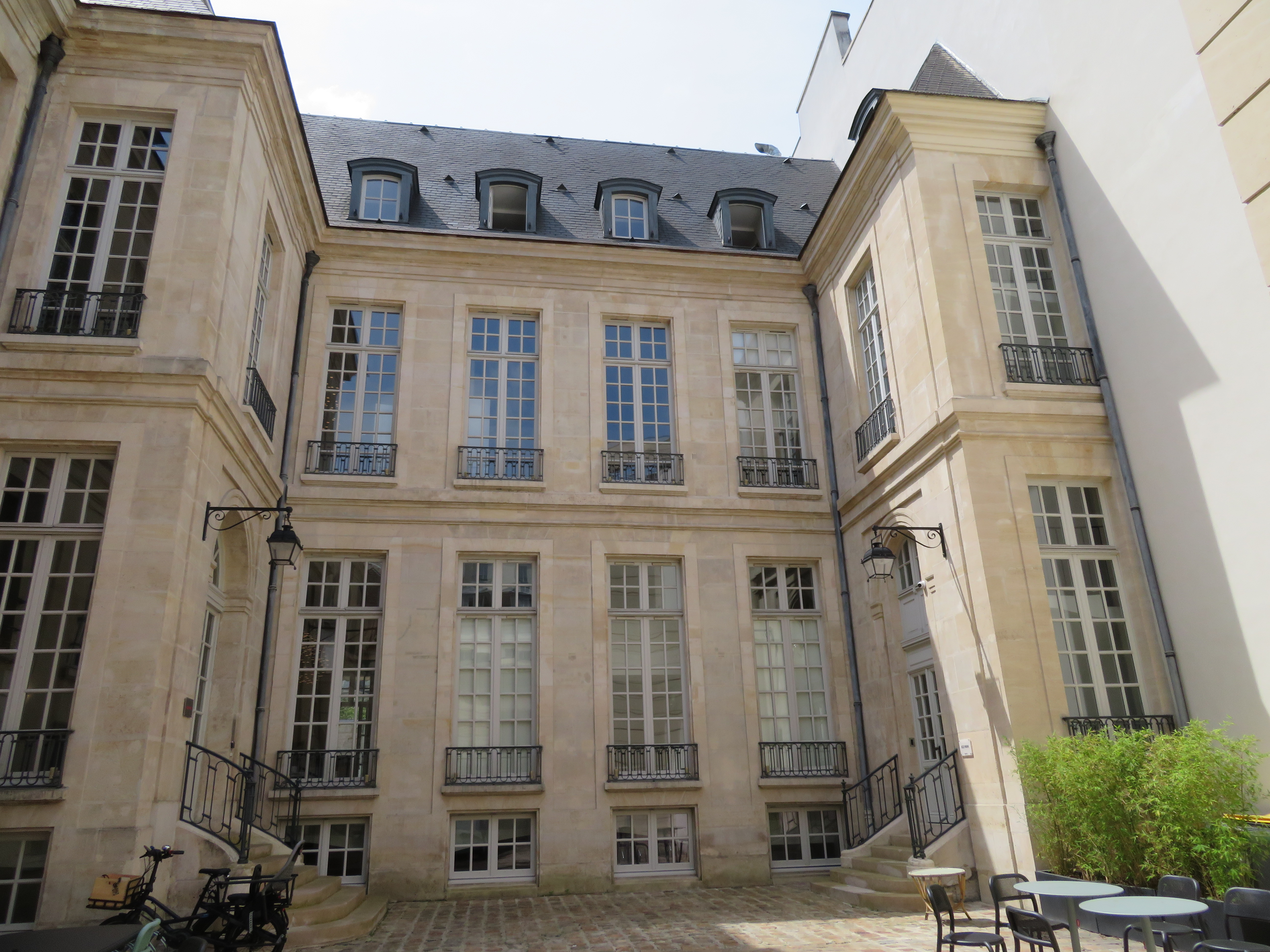
Fachada patio reformada.